# Раафлауб, Курт
Курт Арнольд Раафлауб (Kurt A. (Arnold) Raaflaub, 15 февраля 1941, Буэа, Камерун — 12 сентября 2023) — швейцарский историк античности. Доктор философии (1970).
Эмерит-профессор классики и истории Брауновского университета (США). Отмечен James Henry Breasted Prize (2004).
Наиболее известная работа — «The Discovery of Freedom in Ancient Greece».

## Биография
Родился в Буэа, где его отец был миссионером и учителем.
Брат Б. Раафлауба.
По возвращении в родной город Базель, окончил там с докторской степенью университет в 1970 году и стал преподавать историю античности в Свободном университете Берлина, где в 1972-1978 годах ассистент-профессор. Там он хабилитировался в 1979 году, хабилитационная работа в 1985 году была опубликована монографией, ставшей самой известной его работой.
С 1978 года профессор Брауновского университета (США), в 1984-1989 годах завкафедрой классики, в 1989—1992 годах именной выдающийся профессор, в 2001-2009 годах профессор нескольких должностей, с 2009 года в отставке (являлся среди прочего David Herlihy University Professor).
В 1992—2000 годах вместе со своей женой возглавлял Центр греческих исследований Гарвардского университета (содиректор).
Жена Дебора.
В «The Discovery of Freedom in Ancient Greece» (Univ. of Chicago Press) Раафлауб прослеживает возникновение идеи политической свободы в древнегреческой истории. Удостоился за нее James Henry Breasted Prize.
Один из авторов «Origins of Democracy in Ancient Greece», посвящённой происхождению Афинской демократии.
Соредактор (вместе с Hans van Wees) «A Companion to Archaic Greece» (Malden: Wiley-Blackwell, 2009).
Труды
- (В соавт. с Э. Молхо и Юлией Эмлен.) «Города-государства в античности и средневековой Италии» (Штутгард и Анн-Арбор, штат Мичиган, 1986)
- (Один из авторов.) «Origins of Democracy in Ancient Greece» (2007) ISBN 9780520258099